# Aglaia aherniana
Espèce
Synonymes
- Aglaia irosinensis Elmer ex Merr.[1]
- Aglaia myriantha Merr.[1]

Statut de conservation UICN

 VU A1c : Vulnérable
Aglaia aherniana est une espèce de plantes de la famille des Meliaceae.

## Publication originale
- Fragmenta Florae Philippinae 1: 32. 1904.